# EMC Corporation
EMC Corporation (NYSE EMC) és una empresa, inclosa a les llistes Fortune 500 i S&P 500, fabricant de programari, sistemes i emmagatzemament d'informació per a l'administració. La seu matriu es troba a Hopkinton, Massachusetts.
EMC desenvolupa productes d'emmagatzemament per al segment empresarial, inclòs maquinari per a RAID i programari per administrar l'emmagatzemament de dades. El seu producte principal és el Symmetrix. La línia CLARiiON fou adquirida amb la compra de Data General.
En data 12 d'octubre de 2015, es va fer pública l'adquisició de la corporació per part de Dell, per un import de 67.000 milions de dòlars.